# 2022 dans la fonction publique
Cet article présente les faits marquants de l'année 2022 dans la fonction publique.

## Évènements
- 21 novembre : Un inspecteur des impôts est tué lors d'un contrôle fiscal à Bullecourt, dans le Pas-de-Calais[1].

## Décès
- 9 janvier : Jean Maheu, Haut fonctionnaire français.
- 9 avril : Michel Delebarre, Haut fonctionnaire et homme politique français.
- 4 juin : Thubten Samphel, Écrivain, journaliste et haut-fonctionnaire tibétain.
- 14 juillet : Pierre Milloz, Homme politique et haut fonctionnaire français.
- 21 juillet : Michel Schneider, Haut fonctionnaire français, écrivain et spécialiste de psychanalyse.
- 5 septembre : Teijirō Furukawa, Haut fonctionnaire japonais.
- 17 septembre : David Nkoto Emane, Haut-fonctionnaire camerounais.
- 28 septembre : Michel Ameller, Haut fonctionnaire français.
- 29 septembre : Gilles Loiselle, Fonctionnaire principal, journaliste et homme politique canadien.
- 6 novembre : Yann Gaillard, Homme politique, écrivain et haut fonctionnaire français.
- 25 novembre : Thierry de Beaucé, Haut fonctionnaire et homme politique français.
- 27 novembre : Michel Desmet, Haut fonctionnaire et homme politique français.
- 30 novembre : Mohamed Halab, Haut fonctionnaire et ingénieur marocain.